# Antoine Audo
Antoine Audo (ur. 3 stycznia 1946 w Aleppo) – syryjski duchowny chaldejski, jezuita, od 1992 eparcha Aleppo i tym samym zwierzchnik Kościoła chaldejskiego w Syrii.

## Życiorys
Święcenia prezbiteratu przyjął 5 sierpnia 1979 jako członek zakonu jezuitów. 18 stycznia 1992 został mianowany eparchą Aleppo. Sakry udzielił mu 11 października 1992 chaldejski patriarcha Babilonu Rafael I BiDawid, któremu towarzyszyli melchicki arcybiskup Aleppo Néophytos Edelby BA oraz łaciński wikariusz apostolski Aleppo Armando Bortolaso SDB.